# President's rule

Le President's rule (littéralement, « régime du président ») est un dispositif prévu par l'article 356 de la Constitution de l'Inde qui permet au gouvernement central de suspendre le gouvernement d'un État dans le cas où l'appareil constitutionnel de l'État ne peut plus fonctionner.

## Conditions constitutionnelles
L'article 356 de la Constitution de l'Inde prévoit que le président de l'Inde peut invoquer le President's rule dans un État sur le rapport du gouverneur de cet État indiquant qu'« une situation a émergé dans laquelle le gouvernement de l'État ne peut pas exercer ses pouvoirs en accord avec les dispositions de la Constitution ». L'invocation du President's rule se fait ainsi par proclamation du président mais, l'Inde étant un régime parlementaire, il ne peut agir en ce sens que sur la recommandation du Premier ministre et du gouvernement.
La proclamation déclarant le President's rule est ensuite déposée devant les chambres du Parlement et ne peut avoir effet plus de deux mois si elle n'est pas approuvée entre-temps par la Lok Sabha et la Rajya Sabha. Le President's rule ne peut durer plus de six mois à moins d'être renouvelé, et dans tous les cas ne peut durer plus de trois ans.

## Effets
La proclamation de President's rule a pour effet de transférer les pouvoirs de l'État au gouvernement central :
- le pouvoir exécutif est transféré au président et exercé par le gouverneur de l'État ; le ministre en chef de l'État cesse donc ses fonctions ;
- le pouvoir de la législature de l'État est exercé par le Parlement national ;
- le président a le pouvoir de suspendre tout ou partie des autres organes de l'État concerné.

En revanche, la Constitution prévoit que le President's rule n'a pas pour effet de suspendre la Haute Cour de l'État.

## Utilisations et controverses
Le President's rule est notamment utilisé dans les cas suivant :
- l'Assemblée législative de l'État ne parvient pas à désigner un ministre en chef,
- la coalition au pouvoir dans l'État s'effondre et le gouvernement ne dispose plus de majorité,
- les élections dans l'État sont retardées.

Lors des débats de l'Assemblée constituante indienne, interrogé sur cet article B. R. Ambedkar déclare :

« [L'article s'applique] seulement quand le gouvernement n'est pas assuré en vertu des dispositions pour la gouvernance constitutionnelles des provinces. Qu'il s'agisse d'un bon gouvernement ou pas n'est pas de la compétence du gouvernement central. […] Nous devons espérer que cet article ne sera jamais utilisé et qu'il restera lettre morte. »

Cependant, par le passé, il était fréquent que le gouvernement national utilise le President's rule pour des raisons politiciennes, notamment pour mettre fin dans un État à un gouvernement d'un parti d'opposition : entre les années 1970 et 1990, le gouvernement central invoque le President's rule une vingtaine de fois alors que le gouvernement de l'État dispose d'une majorité à l'Assemblée.
En 1975, pendant l'état d'urgence, le gouvernement d'Indira Gandhi fait adopter un amendement à l'article 356 qui rend sans appel l'appréciation du président quant à l'opportunité du President's rule. Cet amendement est supprimé en 1978 par le gouvernement du Janata Party.
En 1994, la Cour suprême rend un jugement dans lequel elle précise que le pouvoir judiciaire peut juger de l'opportunité du President's rule et limite strictement les cas dans lequel il est possible de l'invoquer, citant notamment qu'une situation de mauvaise administration dans un État ne peut être considérée comme un échec des procédures constitutionnelles si le gouvernement de l'État dispose toujours de la majorité à l'Assemblée.

## Jammu-et-Cachemire
La Constitution de l'Inde accordait à l'État du Jammu-et-Cachemire (1950-2019) un statut spécial d'autonomie. Ainsi, l'article 92 de la Constitution locale (en) donnait au gouverneur de l'État — et non au président de l'Inde — le pouvoir de suspendre le gouvernement de l'État : on parlait de Governor's rule. Le Governor's rule pouvait se poursuivre six mois (contre deux mois pour le President's rule dans les autres États).